# Catedral de Nuestra Señora de la Asunción (Granada)

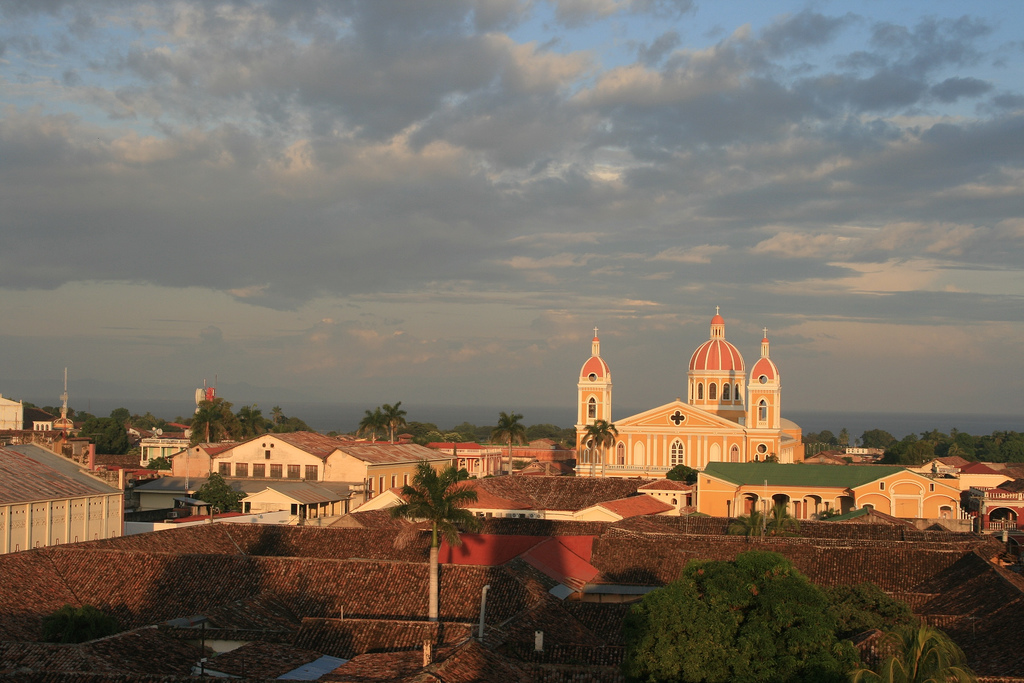
Vista de la Catedral de Granada en el fondo

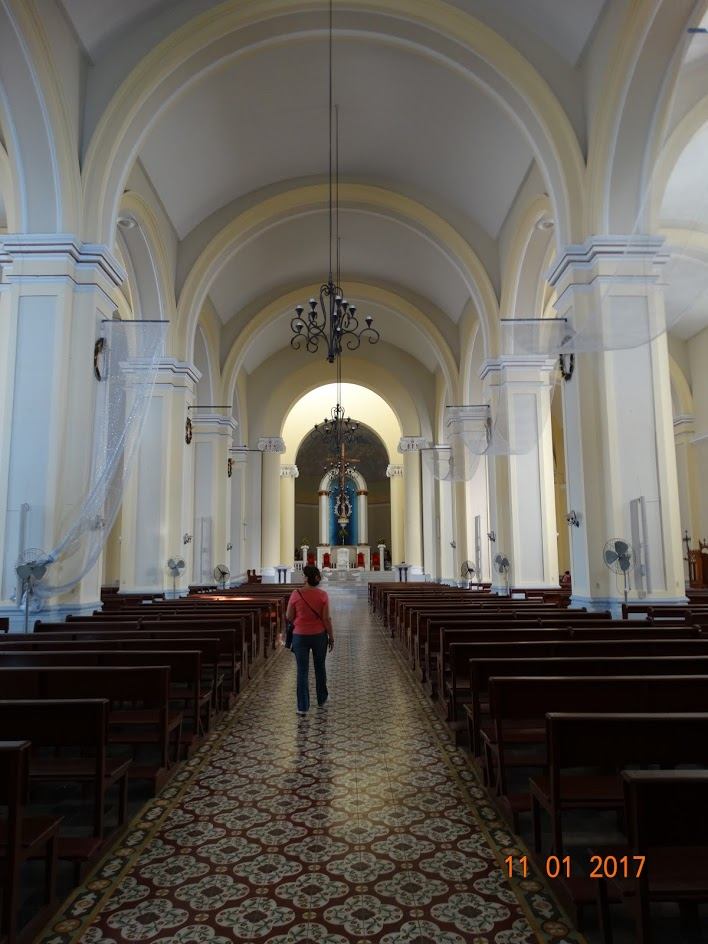
Catedral de la Inmaculada Concepción de María (Granada), vista interior

La Catedral de Granada es una catedral de la Iglesia católica en Granada, Nicaragua. En ella se encuentra la sede episcopal de la Diócesis de Granada. Su obispo es Jorge Solórzano Pérez.

## Historia del Primer Templo
El primer templo de la catedral fue construido alrededor de 1525 con tapicel y rafaz de piedra, ladrillo, cal y techo de paja. Para 1578 la iglesia ya se había quemado en dos ocasiones. Siete años después, en 1585, se le empieza a llamar como “La Bonita Iglesia”. El segundo templo fue construido alrededor de 1751 con cal, piedra y ladrillo, formado con cuatro campanillas, un reloj de horas y media, con tres naves, la principal de ellas situada sobre horcones y las dos colaterales sostenidas de paredes con diez capillas y la sacristía por sus costados. La catedral en este entonces también tenía seis altares.
Para 1811 se eleva a parroquia compuesta por dos torres que se componían de cinco cuerpos. En el cuarto cuerpo de la torre de la izquierda estaban las campanas. El 22 de noviembre de 1856 varios filibusteros al mando de William Walker hicieron estallar una carga de dinamita en una de sus torres, incendiándola, al igual que otras siete iglesias de Granada. Las pérdidas fueron estimadas en treinta y dos mil doscientos córdobas. Después de ser destruida, se empiezan las labores de reconstrucción, pero esta vez de una sola nave, construida en el lugar que ocupaba la fortaleza, construida por el capitán Francisco Hernández de Córdoba en el 1524.
En 1880 empezaron los trabajos de construcción para un nuevo templo, con planos elaborados por el Padre Jesuita Alejandro Nicolás Cáceres para sustituir a la parroquia construida. Esta vez, constando de tres naves. El 8 de diciembre de 1888 se coloca la primera piedra de la actual Catedral, que según el obispo emérito Leovigildo López Fitoria, fue declarada como tal por la Santa Sede y no por decisión de la jerarquía de la Iglesia Católica de Granada.
En 1890 se vuelve a elaborar un plano, por el arquitecto Andrés Zapata, pero las obras fueron suspendidas en 1891 por falta de fondos, para volverse a reanudar en 1905, revisándose una vez más los planos, en la que se encontraron serias deficiencias de construcción, por lo que hubo necesidad de demoler los muros construidos hasta 1891, hasta que fue concluida en 1910.
En 1916 llega de los Estados Unidos el armazón de hierro de la futura cúpula. Fue el 2 de diciembre de 1913 que se creó la Diócesis de Granada.

## Construcción de la 2.ª Torre
Según el historiador nicaragüense Francisco Obando Somarriba, en su libro "Doña  Angélica Balladares de Arguello: La Primera Dama del Liberalismo" (página 58, capítulo XIII,   intitulado "Capturada por Conspiradora"), fue a inicios de  1927 que  su pariente lejano y miembro del Partido Conservador,   el Obispo de Granada S.E. Canuto José Reyes y Balladares,   quien habiendole negado la comunión a  Doña Angelica durante la celebración de una misa en el domingo de Ramos alegando su activa participación, a favor del Partido Liberal,  en la Guerra Constitucionalista de 1926-27,   rectifica  su actitud ya casi a   finales de 1930,    al enterarse de que el presidente José María Moncada Tapia, a manera de modesta insinuacion de Doña Angelica,  le  ha concedido los fondos necesarios  para la construcción de la segunda torre, cuyos trabajos concluyen a finales de 1931.

## La catedral, a como la vemos en la actualidad
La construcción de la Catedral llegó a su fin en 1972 con una superficie total de 3,614.87 m² y se encuentra ubicada dentro de la Plaza de la Independencia, justo frente al costado este del Parque Colón, al lado del Palacio Episcopal y la Plaza de la Independencia. En su costado sureste, está la Calle La Calzada/Real, interceptándose ésta con la Avenida Sandoval.
En 2009 el obispo Bernardo Hombach ordenó la instalación de verjas de hierro en el costado norte y parte frontal de la Iglesia Catedral de Granada para resguardar la limpieza y seguridad del templo.

## Descripción de la Catedral
La catedral es de estilo neoclásico con dos torres, con campanario y con cúpulas y linternas. Las fachadas laterales de la catedral están compuestas por dos cuerpos divididos por una doble comisa, que marcan el ritmo horizontal del edificio junto con las ventanas pareadas del primer cuerpo y las individuales del segundo. Su interior está hecho por tres naves que a su vez se dividen por cinco arcadas, que están formadas por cuatro columnas de concreto, las bóvedas fueron rebajadas por recubrimiento del cielo raso en la superficie inferior, conservándose de esta manera la forma abovedada. En el centro se encuentra el Altar Mayor enmarcando un arco toral compuesto de columnas jónicas que definen arcos ojivales y descargan sobre arcos de medio punto.
El edificio tiene cinco altares, el de la Inmaculada Concepción (altar mayor), el de la Virgen del Perpetuo Socorro, el de la capilla dedicada al Santísimo Sacramento, el de Nuestra Señora de Lourdes, y el dedicado a Nuestra Señora del Sagrado Corazón. 

## La Cruz de la Catedral
La catedral cuenta con una cruz monumental que fue inaugurada el 1 de enero de 1901 y se eleva en la parte norte del atrio, en el cual en ese entonces era una Parroquia. La sobria cruz está hecha de basalto fino con 4 varas de ancho y 11 de altura, desde su base, excluyendo otras 4 de cimientos. En la parte superior se lee la inscripción INRI, además de un cáliz y un racimo de uvas que simbolizan la Sangre de Cristo. En el centro, donde se cruzan los brazos, las letras X y P entrelazadas: monograma de las iniciales del Redentor. En el brazo izquierdo, se encuentran cuatro cuadriláteros —con una cruz en el centro de cada una— simbolizando a los cuatro evangelios. En el brazo derecho, dos brazos entrelazados, símbolo de la unión de Cristo con la humanidad. Al pie de la cruz, se encuentra un cráneo sobre dos fémures cruzados para representar los huesos de Adán, por último —en la base—, se lee la inscripción "Jesucristo Dios hombre vive, reina e impera". para recordar el sacrificio de Cristo por la humanidad

## Cultura popular
La catedral aparece en el anverso de los billetes de 100 córdobas, serie A de 2014, mientras que el reverso aparece un coche de caballos que es un símbolo de Granada.